# گواسا د کامپس
گواسا د کامپس (به اسپانیایی: Guaza de Campos) یک شهرستان در اسپانیا است که در استان پالنسیا واقع شده‌است.

## خصوصیات
گواسا د کامپس ۳۲ کیلومترمربع مساحت و ۶۸ نفر جمعیت دارد.